# Metec-Solarwatt p/b Mantel
Metec-Solarwatt p/b Mantel is een Nederlandse wielerploeg die sinds 2012 uitkomt in de continentale circuits van de UCI en dan hoofdzakelijk in de UCI Europe Tour. Tot 2012 had het team de amateurstatus.

## Ploegleiding 2012-2025
N.B. allen Nederlanders

## Bekende (ex-)renners 2012-2025

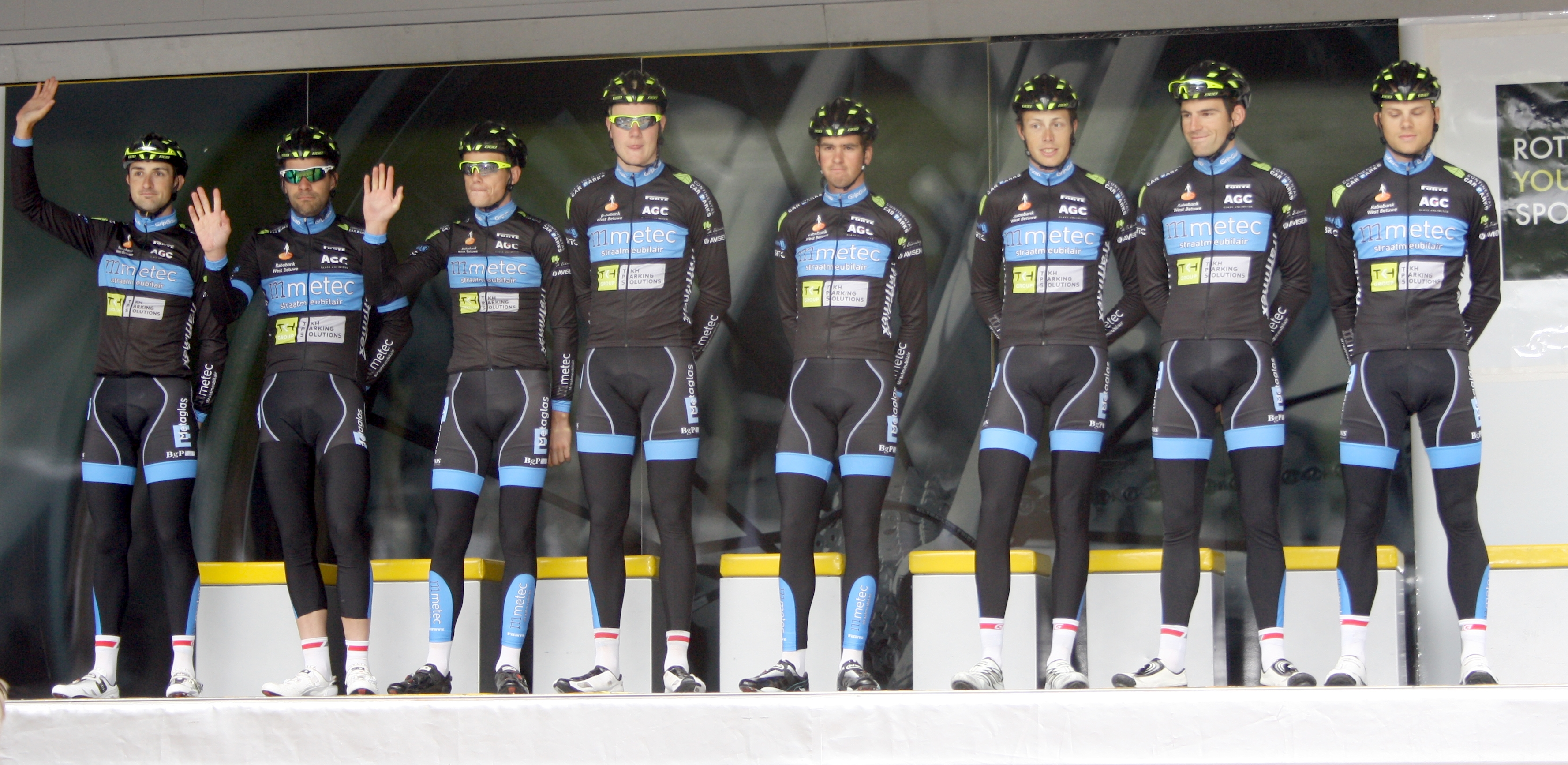
De ploeg in de World Ports Classic 2014.

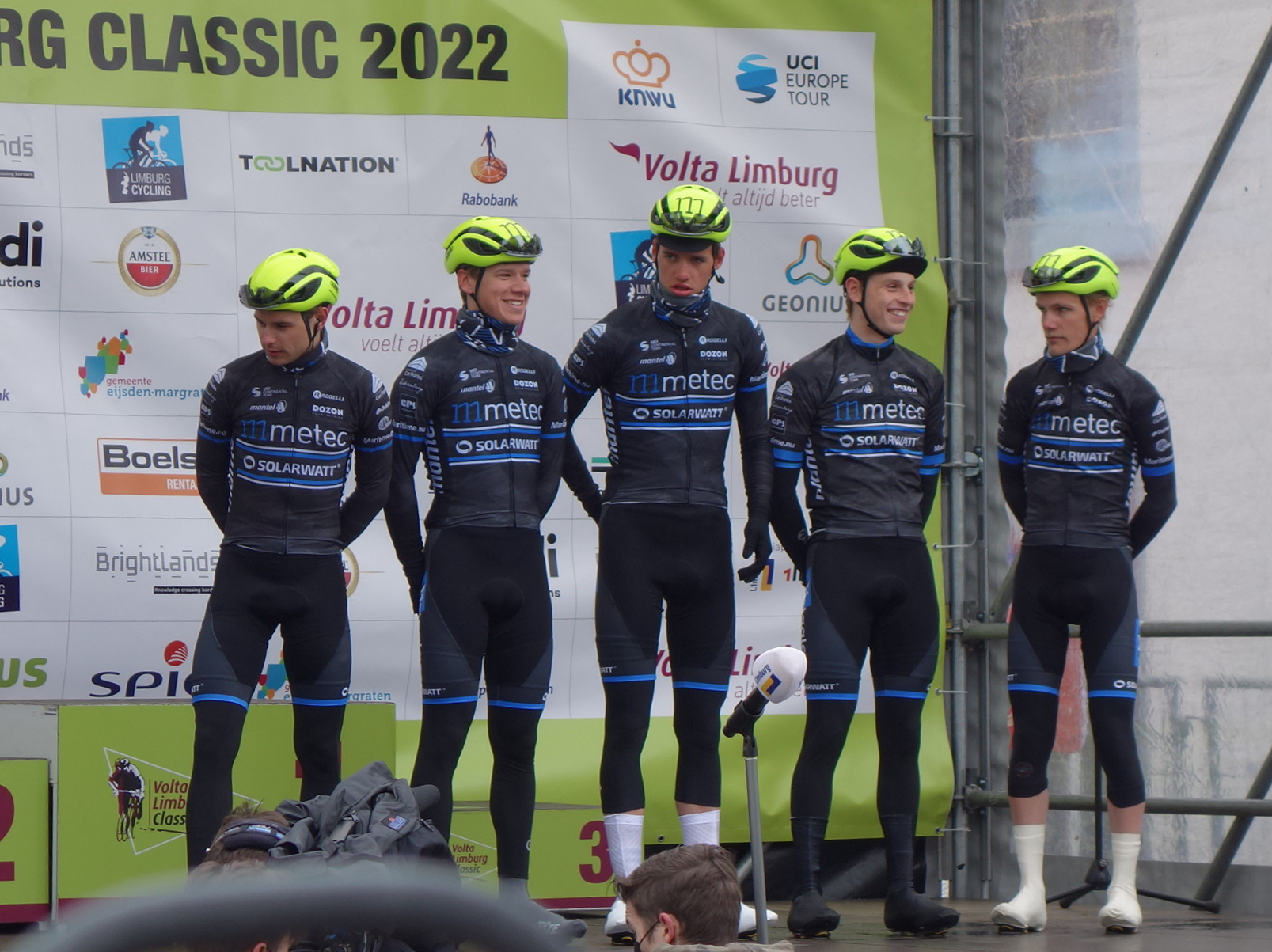
Het team in de Volta Limburg Classic 2022.

N.B. allen Nederlanders, tenzij anders aangegeven en met eigen artikel op wikipedia

## Overwinningen 2012-2025
| 2012 3e etappe Olympia's Tour: Jeff Vermeulen 1e etappe Koers van de Olympische Solidariteit: Jeff Vermeulen NK tijdrijden, beloften: Peter Koning 2013 Zuid Oost Drenthe Classic I: Jeff Vermeulen Zuid Oost Drenthe Classic II: Brian van Goethem 1e etappe Olympia's Tour: Jeff Vermeulen 3e etappe Olympia's Tour: Jeff Vermeulen 2014 3e etappe Ronde van Gironde: Remco te Brake Eindklassement Ronde van Gironde: Remco te Brake 1e etappe Ronde van Slowakije (ploegentijdrit) 1e etappe Ronde van Tsjechië (ploegentijdrit) GP Marcel Kint: Brian van Goethem 2015 3e etappe Ronde van Alentejo: Johim Ariesen 5e etappe Ronde van Alentejo: Johim Ariesen Ronde van Noord-Holland: Johim Ariesen 1e etappe Ronde de l'Oise: Johim Ariesen 1e etappe Koers van de Olympische Solidariteit: Johim Ariesen 2e etappe Koers van de Olympische Solidariteit: Johim Ariesen 4e etappe Koers van de Olympische Solidariteit: Johim Ariesen 5e etappe Koers van de Olympische Solidariteit: Johim Ariesen Eindklassement Koers van de Olympische Solidariteit: Johim Ariesen 3e etappe Ronde van China I: Johim Ariesen 2016 3e etappe Ronde van Alentejo: Johim Ariesen 4e etappe Ronde van Alentejo: Jarno Gmelich Meijling Arno Wallaard Memorial: Maarten van Trijp GP Viborg: Johim Ariesen Skive-Løbet: Johim Ariesen 1e etappe Bałtyk-Karkonosze Tour: Johim Ariesen 4e etappe Bałtyk-Karkonosze Tour: Johim Ariesen 2e etappe Koers van de Olympische Solidariteit: Jasper Hamelink 2017 2e etappe Ronde van Alentejo: Johim Ariesen Dorpenomloop Rucphen: Maarten van Trijp 5e etappe Ronde van Normandië: Johim Ariesen Circuit de Wallonie: Maarten van Trijp 1e etappe Bałtyk-Karkonosze Tour: Johim Ariesen | 2018 3e etappe Ronde van Normandië: Johim Ariesen PWZ Zuidenveldtour: Stef Krul 2019 3e etappe Ronde van Normandië: Arvid de Kleijn 3e etappe Ronde van Loir-et-Cher: Arvid de Kleijn 1e etappe Carpathian Couriers Race: David Dekker 2e etappe Carpathian Couriers Race: Marijn van den Berg 4e etappe Carpathian Couriers Race: Dennis van der Horst Eindklassement Carpathian Couriers Race: Marijn van den Berg 2e etappe Ronde van Rhône-Alpes Isère: Sjoerd Bax Midden-Brabant Poort Omloop: Arvid de Kleijn 1e etappe Koers van de Olympische Solidariteit: Arvid de Kleijn 4e etappe Kreiz Breizh Elites: Arvid de Kleijn Druivenkoers Overijse: Arvid de Kleijn 3e etappe Olympia's Tour: Arvid de Kleijn NK op de weg, beloften: David Dekker 2021 3e etappe Alpes Isère Tour: Sjoerd Bax 5e etappe Alpes Isère Tour: Sjoerd Bax Eindklassement Alpes Isère Tour: Sjoerd Bax 2e etappe Ronde van de Mirabelle: Sjoerd Bax 2022 6e etappe Ronde van Normandië: Tim Marsman 5e etappe Ronde van Loir-et-Cher: Rick Ottema 3e etappe Tour du Pays de Montbéliard: Thijs de Lange NK tijdrijden, beloften: Axel van der Tuuk Ronde van Limburg (NL): Jaap Roelen 2023 1e etappe Ronde van Loir-et-Cher: Tim Marsman Eindklassement Ronde van Loir-et-Cher: Tim Marsman 1e etappe Alpes Isère Tour: Jordan Habets 3e etappe deel A Flanders Tomorrow Tour: Axel van der Tuuk 2024 2e etappe Olympia's Tour: Roy Hoogendoorn Eschborn-Frankfurt U23: Wessel Mouris 4e etappe Vredeskoers-GP Jeseniky U23: Wessel Mouris NK tijdrijden, beloften: Wessel Mouris Bergklassement CRO Race: Axel van der Tuuk 2025 4e etappe Olympia's Tour: Axel van der Tuuk |